# Melodifestivalen
Melodifestivalen („Festival melodija”) godišnji je festival zabavne glazbe natjecateljskog karaktera koji organiziraju Švedska televizija i Švedski radio. Pobjednik Melodifestivalena predstavlja Švedsku na natjecanju za Pjesmu Eurovizije.
Melodifestivalen se održava gotovo svake godine od prvog javnog natjecanja 1959. Od 2000. festival je najgledaniji televizijski program u Švedskoj. Godine 2021. polufinale je u prosjeku pratilo 3 milijuna gledatelja, dok je procijenjeno 3,68 milijuna Šveđana pratilo finalnu večer, u kojoj je bilo rekordnih 16,752.439 glasova s 1,159.881 uređaja.
Na festivalu je pobijedilo šest kasnijih pobjednika Pjesme Eurovizije te dvadeset i četiri pjesme koje su Švedskoj izborile jedno od prvih pet mjesta. Lagano orkestrirane pop pjesme, poznate kao šlager, prethodno su toliko dominirale natjecanjem da su ga švedski mediji ponekad nazivali „Šlagerfestivalen”. Međutim, od promjene natjecanja 2002. godine, na pozornici se pojavljuju i drugi stilovi poput: rap glazbe, reggaea ili glam rocka, pa čak i neke glazbe s orijentalnim utjecajima. Danas su uglavnom zastupljene pop pjesme s visokim produkcijskim budžetom.
Pobjednika Melodifestivalena određuje regionalni žiri i telefonsko glasovanje publike, u omjeru 50:50. Sustav glasovanja razvijao se kroz desetljeća dugu povijest natjecanja. Do 2001. broj sudionika u programu bio je ograničen na između osam i dvanaest pjesama, što je promijenjeno na 32 pjesme uvođenjem polufinala 2002. Godine 2002. počela je s emitiranjem i dječja verzija natjecanja „Lila Melodifestivalen”. 
Od 2015. svake godine natječe se 28 pjesama, po 7 u jednom od 4 polufinala. Po dvije pjesme od svakog prolaze u finale, a dvije u drugi krug. Odatle četiri pjesme idu u finale.

## Galerija
- C-Joe
- Egmans
- Lasse Stefanz
- Medina